# Piper PA-48 Enforcer
Piper PA-48 Enforcer je enomotorni turbopropelerski lahki jurišnik. Letalo je razvil ameriški Cavalier Aircraft, pozneje so dizajn prodali podjetju Piper Aircraft. Zgradili so štiri prototipe, vendar ni prišlo do serijske proizvodnje. PA-48 bi lahko smatrali kot vrhunec razvoja letala North American P-51 Mustang.

## Specifikacijue (PA-48)
Podatki iz Jane's All The World's Aircraft 1982–83>
Splošne karakteristike
- Posadka: 1
- Dolžina: 34 ft 2 in (10,41 m)
- Razpon kril: 41 ft 4 in (12,60 m)
- Višina: 8 ft 9 in (2,67 m)
- Površina kril: 245 ft² (22,8 m²)
- Teža praznega letala: 7200 lb (3266 kg)
- Maks. vzletna teža: 14000 lb (6350 kg)
- Pogon letala: 1 ×  turboprop Lycoming YT55-L-9, 2455 KM (1823 kW)

 Zmogljivost 
- Neprekoračljiva hitrost: 402 mph
- Maks. hitrost: 345 mph (300 vozlov, 556 km/h) na višini 15000 ft (4575 m)
- Potovalna hitrost: 253 mph (220 vozlov, 408 km/h)
- Hitrost porušitve vzgona: 94 mph (82 vozlov, 183 km/h)
- Bojni radij: 460 milj (400 nmi, 740 km) z dvema 30 mm topovoma
- Višina leta: 20000 ft (6100 m)
- Hitrost vzpenjanja: 5000/min (26,1 m/s)

Oborožitev

- Nosilci za orožje: največ 2576 kg tovora na šestih podkrilnih nosilcih